# Black Sabbath Vol. 4
Black Sabbath Vol. 4 — четвертий студійний альбом британського гурту Black Sabbath, записаний з продюсером Патриком Міеном і виданий 25 вересня 1972 року. Альбом піднявся до 8 позиції в UK Albums Chart. Єдиний сингл «Tomorrow's Dream» було представлено у Німеччині, Нідерландах та Франції.

## Історія
Спочатку планувалося назвати альбом Snowblind, але рекорд-компанія, знаючи про кокаїновий підтекст однойменної пісні, злякалася скандалу. Більш того, композицію «Snowblind» довелось перезаписувати, тому що в оригіналі Оззі Осборн після кожного куплету вигукував: «Cocaine!» (і продовжував це робити на концертних виступах). У списку подяк Black Sabbath згадують «the great COKE-Cola Company», натякаючи на відповідний наркотик. Крім того, в ті дні на білій бас-гітарі Гізера Батлера був напис «Enjoy CoCaine», перефразований слоган «Enjoy CocaCola.»
Альбом відрізняється від минулих повною відсутністю містичних і (анти)релігійних мотивів у текстах. Журнал Kerrang! поставив альбом на 48-е місце в списку «100 найкращих метал альбомів всіх часів». У 2000 році журнал Q поставив Vol.4 на 60 місце в списку «100 найкращих британських альбомів». В інтерв'ю журналу Бек Генсен назвав рифи пісні «Supernaut» своїми улюбленими, разом з рифами пісні «Neil Young». Френк Заппа також назвав цю пісню однією із своїх улюблених. Supernaut також є улюбленою піснею Black Sabbath барабанщика Led Zeppelin Джона Бонема.

## Історія видань
- 25 вересня 1972  — оригінальний випуск
- 28 лютий 1996  — ремастеринг
- 27 квітень 2004  — перевидання в збірці Black Box: The Complete Original Black Sabbath (1970—1978)
- 21 вересень 2009  — ремастеринг

## Список композицій
Автори всіх пісень — Ґізер Батлер, Тоні Айоммі, Оззі Осборн і Білл Ворд.
| Сторона 1 | Сторона 1                              | Сторона 1  |
| #         | Назва                                  | Тривалість |
| --------- | -------------------------------------- | ---------- |
| 1.        | «Wheels of Confusion/The Straightener» | 8:02       |
| 2.        | «Tomorrow's Dream»                     | 3:12       |
| 3.        | «Changes»                              | 4:45       |
| 4.        | «FX» (інструментальна)                 | 1:44       |
| 5.        | «Supernaut»                            | 4:50       |

| Сторона 2 | Сторона 2                                | Сторона 2  |
| #         | Назва                                    | Тривалість |
| --------- | ---------------------------------------- | ---------- |
| 6.        | «Snowblind»                              | 5:33       |
| 7.        | «Cornucopia»                             | 3:55       |
| 8.        | «Laguna Sunrise» (інструментальна)       | 2:56       |
| 9.        | «St. Vitus Dance»                        | 2:30       |
| 10.       | «Under the Sun/Every Day Comes and Goes» | 5:53       |

## Учасники запису
- Тоні Айоммі — гітара, фортепіано, меллотрон
- Оззі Осборн — вокал
- Ґізер Батлер — бас-гітара
- Білл Ворд — ударні
- Колін Колдуелл — звукорежисер

## Чарти
| Чарти (1972)                                 | Найвища позиція |
| -------------------------------------------- | --------------- |
| Australian Albums (Kent Music Report)        | 1               |
| Канада Canada Top Albums/CDs (RPM)           | 5               |
| Finnish Albums (The Official Finnish Charts) | 2               |
| Німеччина German Albums (Offizielle Top 100) | 8               |
| Italian Albums (Musica e Dischi)             | 18              |
| Japanese Albums (Oricon)                     | 46              |
| Норвегія Norwegian Albums (VG-lista)         | 7               |
| Велика Британія UK Albums (OCC)              | 5               |
| США Billboard 200                            | 13              |

| Чарт (2021)                                  | Найвища позиція |
| -------------------------------------------- | --------------- |
| Австрія Austrian Albums (Ö3 Austria)         | 58              |
| Бельгія Belgian Albums (Ultratop Wallonia)   | 142             |
| Шотландія Scottish Albums (OCC)              | 32              |
| Swedish Hard Rock Albums (Sverigetopplistan) | 1               |
| Swedish Physical Albums (Sverigetopplistan)  | 3               |
| Swedish Vinyl Albums (Sverigetopplistan)     | 2               |
| Швейцарія Swiss Albums (Schweizer Hitparade) | 17              |
| Велика Британія UK Independent Albums (OCC)  | 12              |
| Велика Британія UK Rock & Metal Albums (OCC) | 4               |

## Сертифікації
| Регіон | Сертифікація | Продажі    |
| --- | ------------ | ---------- |
| Канада (Music Canada)                                                                                            | Платиновий   | 100 000^   |
| Велика Британія (BPI)                                                                                            | Золотий      | 100 000    |
| США (RIAA) | Платиновий   | 1 000 000^ |
| ^відвантаження, що базуються лише на сертифікаціях · продажі+прослуховування, що базуються лише на сертифікаціях |              |            |